# Brensholmen
Brensholmen är en kyrkby i Tromsø kommun i Troms fylke i norra Norge. Byn ligger där fylkesväg 862 möter fylkesväg 7764, på den västra delen av ön Kvaløya. Den har färjeförbindelse med byn Botnhamn på ön Senja. Här finns Hillesøy kyrka.
Tidigare har byn utgjort centralort i dåvarande Hillesøy kommun.